# Porto Alegre do Tocantins
Porto Alegre do Tocantins é um município brasileiro do estado do Tocantins. Localiza-se a uma latitude 11º36'31" sul e a uma longitude 47º02'55" oeste, estando a uma altitude de 387 metros. Sua população estimada em 2019 é de 3.139 habitantes.
Possui uma área de 501,862 km².

## História
Porto Alegre do Tocantins teve como um de seus fundadores Francisco Araújo de Carvalho, no qual foi seu primeiro prefeito. O município foi desmembrado do município de Almas. Originou-se esse nome por que há nesse município um rio (Manoel Alves) e nele um porto no qual tinha uma velha canoa para a travessia das boiadas que passavam ali. Este porto era muito prazeroso para se tomar banho e daí originou-se o nome Porto Alegre. Hoje a cidade tem se destacado na região sudeste do estado, juntamente com o município de Dianópolis está sendo desenvolvido um grande projeto de irrigação no rio Manoel Alves no qual gera grande número de empregos para região.

## Turismo
- Atrativos: rio Manoel Alves.
- Festas populares: festa de Santa Luzia, aniversário da cidade e festa junina.
- Padroeira: Santa Luzia (13 de dezembro).
- Economia: agropecuária, turismo e geração de energia.